# Can Canada
Can Canada és una obra de la Pera (Baix Empordà) inclosa a l'Inventari del Patrimoni Arquitectònic de Catalunya.

## Descripció
Casal situat a la plaça Major de Púbol, format per planta baixa, pis i golfes, amb coberta de teula. Presenta una gran porta d'accés allindada amb una data del segle xviii (1758 o 1798), tres finestres allindanades al primer pis i dues obertures rectangulars al pis de les golfes. A l'esquerra hi ha un passadís amb volta de maó d'arc carpanell. Dins del portal hi ha una inscripció del 1770.

## Història
Can Canada és un edifici bastit en el segle xviii, en el lloc que anteriorment degué ocupar un dels portals d'accés a la població, emmurallada en època medieval.